# Vetleholmen (Lindås)
Ne doit pas être confondu avec Vetleholmen ou Vetleholmen (Kvam).
Vetleholmen, est une île dans le landskap Sunnhordland du comté de Vestland. Elle appartient administrativement à Lindås.

## Géographie
Rocheuse et couverte d'une légère végétation, elle s'étend sur environ 398 m de longueur pour une largeur approximative maximale de 256 m. Reliée à la côte par un pont, elle compte une dizaine d'habitations et plusieurs quais d'amarrage. 